# Estadio Julio César Vega

El estadio Julio César Vega es un estadio multiusos. Está ubicado en el cantón La Joya de los Sachas, provincia de Orellana. Fue inaugurado en el año 2006, es usado para la práctica del fútbol y tiene capacidad para 3000 espectadores. 

## Historia
Desempeña un importante papel en el fútbol local, ya que los clubes de la zona como la Anaconda Fútbol Club y el Club Profesional Sacha Petrolero hacen de local en este escenario deportivo, que participan en el Campeonato Provincial de Segunda Categoría de Orellana.
El estadio es sede de distintos eventos deportivos a nivel local, ya que también es usado para los campeonatos escolares de fútbol que se desarrollan en el cantón en las distintas categorías, también puede ser usado para eventos culturales, artísticos, musicales de la localidad.

## Galería

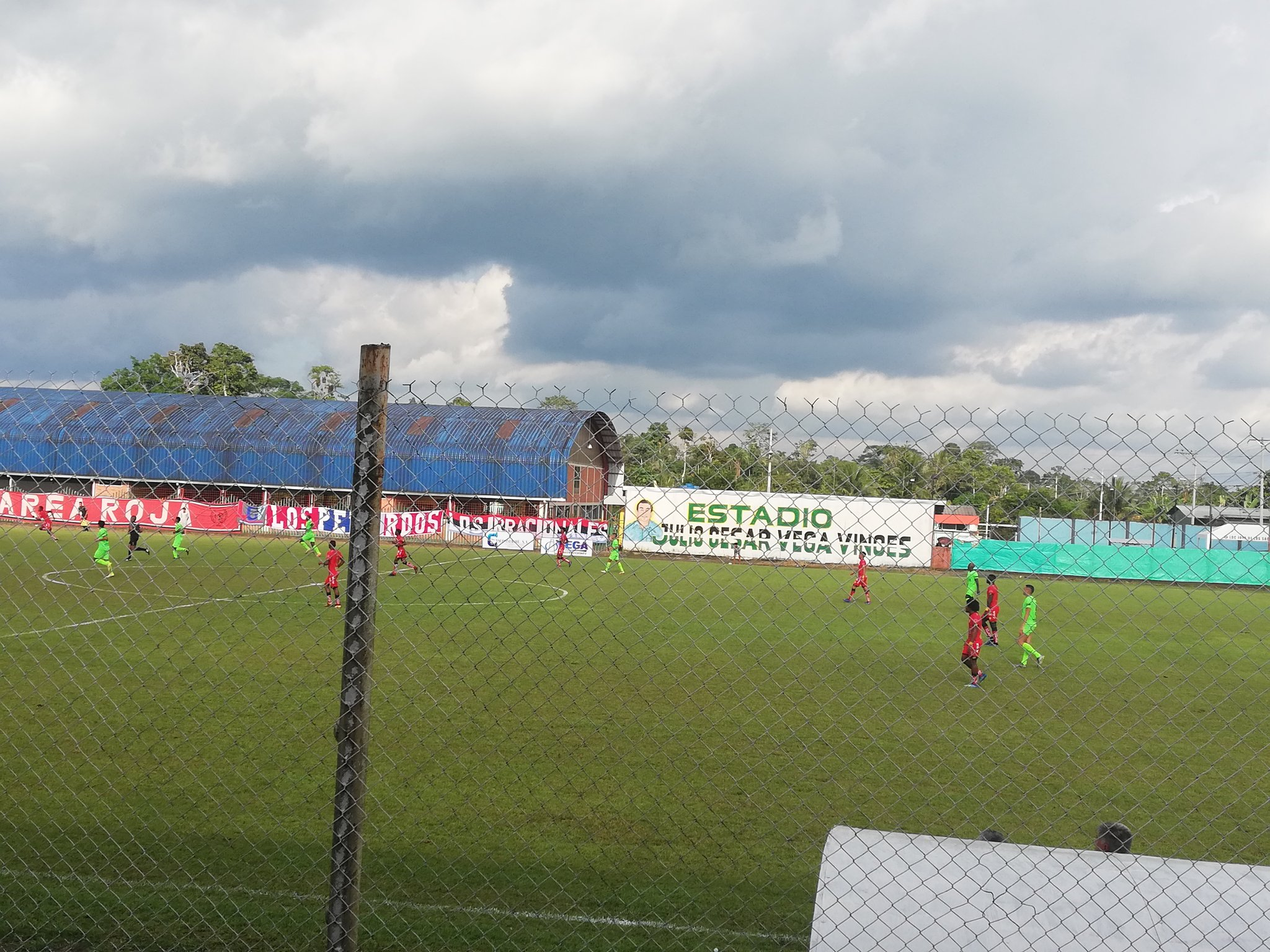
Vista desde la tribuna
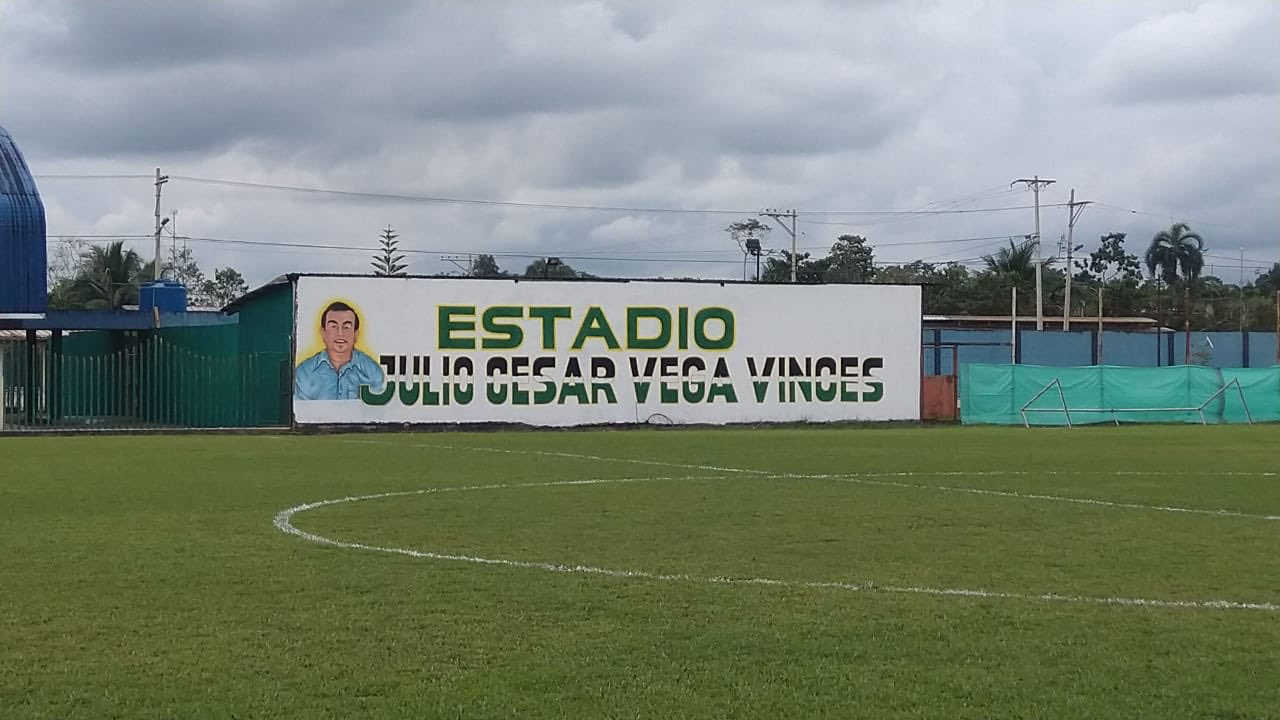
Fachada
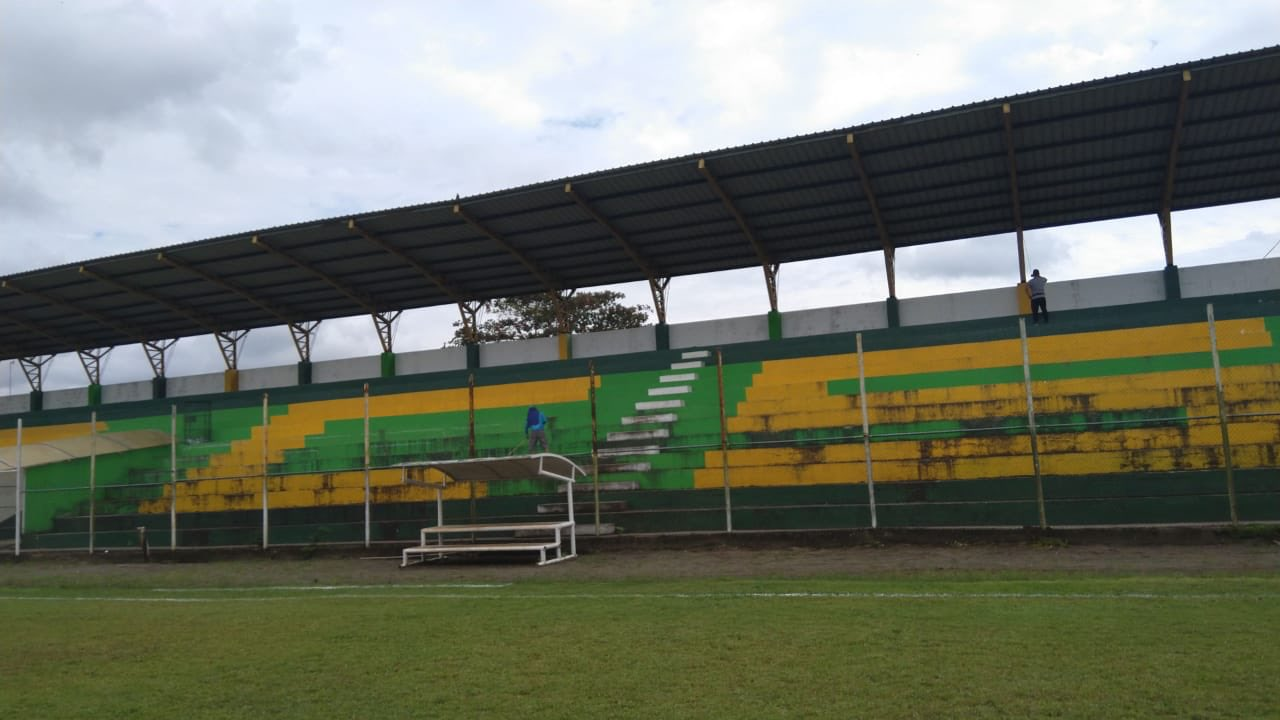
Tribuna principal